# Out of Our Heads
| Recensione                    | Giudizio     |
| ----------------------------- | ------------ |
| AllMusic                      | [ 2 ]        |
| BBC                           | (favorevole) |
| Encyclopedia of Popular Music | [ 4 ]        |
| Entertainment Weekly          | B            |
| Music Story                   | [ 6 ]        |
| NME                           | [ 7 ]        |
| The Rolling Stone Album Guide | [ 8 ]        |

Out of Our Heads è un album in studio dei Rolling Stones, il quarto pubblicato negli Stati Uniti il 30 luglio 1965 dalla London Records e il terzo nel Regno Unito il 24 settembre 1965 dalla Decca Records. Anche se le due versioni condividono lo stesso titolo, sono significativamente diverse nella lista delle tracce e hanno una copertina differente. In Nord America il disco arrivò al primo posto nella classifica Billboard 200, mentre la versione inglese si posizionò in seconda posizione.
Come i precedenti due album del gruppo, il disco consiste principalmente di cover di brani blues, soul e rhythm and blues, sebbene la band scrisse anche qualche canzone originale (4 su 12 nella versione inglese, e 6 su 12 in quella statunitense). La versione americana include il brano (I Can't Get No) Satisfaction, grande successo da primo posto in classifica negli Stati Uniti e in molte altre nazioni. Oltre ai membri degli Stones Mick Jagger, Brian Jones, Keith Richards, Bill Wyman e Charlie Watts, l'album vede anche il contributo musicale di Ian Stewart e Jack Nitzsche. Entrambe le versioni del disco furono prodotte da Andrew Loog Oldham, all'epoca manager dei Rolling Stones.

## Descrizione
La maggior parte delle tracce presenti nell'edizione inglese di Out of Our Heads sono brani composti e registrati in precedenza da artisti rhythm and blues americani, mentre l'edizione statunitense vede per la prima volta nella discografia della band una prevalenza di brani originali rispetto alle cover. Secondo il critico musicale Richie Unterberger, la versione statunitense dell'album infarcita di cover di brani soul ed impreziosita dall'inclusione dei "classici singoli rock" The Last Time, Play with Fire, e Satisfaction, composti dalla band; seppur ancora attinge dalle radici R&B e blues, "aggiorna il sound della band orientandolo verso una maggiore presenza delle chitarre in un contesto più contemporaneo". Kent H. Benjamin di The Austin Chronicle scrisse che l'album era "il culmine del primo periodo soul/R&B degli Stones". Nella sua recensione della versione inglese dell'album, Bruce Eder di Allmusic lo caratterizzò come un disco essenzialmente rock and roll e R&B, ma più omogeneo rispetto alla versione USA.

### Versione statunitense
Pubblicata nel luglio 1965, la versione americana di Out of Our Heads (con in copertina una foto dei volti dei membri della band tratta dalla stessa seduta fotografica che aveva prodotto le immagini di copertina degli album 12 x 5 e The Rolling Stones No. 2) è un miscuglio di registrazioni effettuate nel corso di un periodo di sei mesi, inclusi i recenti singoli di successo The Last Time e (I Can't Get No) Satisfaction, oltre a tracce dal vivo provenienti dall'EP Got Live If You Want It! uscito solo in Europa. Sei brani sarebbero stati inseriti nella versione inglese dell'album. One More Try è una composizione originale dei Rolling Stones che sarebbe rimasta inedita in Gran Bretagna fino al 1971 quando fu inclusa nella compilation Stone Age. Cavalcando l'onda del successo di Satisfaction, Out of Our Heads divenne il primo album da primo posto in classifica dei Rolling Stones negli Stati Uniti d'America, conquistando il disco di platino.
Nel 2003, questa edizione dell'album è stata classificata alla posizione numero 116 nella lista dei migliori 500 album di sempre redatta dalla rivista Rolling Stone, mantenendo il piazzamento anche nell'aggiornamento del 2012.

### Versione inglese
La versione inglese di Out of Our Heads, con una copertina differente che sarebbe stata utilizzata per l'album americano December's Children (And Everybody's), aggiunge alcuni brani che ai tempi non erano ancora stati pubblicati in Gran Bretagna (come Heart of Stone) al posto delle tracce dal vivo e dei recenti 45 giri (in quanto era pratica abituale non inserire i singoli negli album all'epoca in Gran Bretagna). Pubblicato in settembre, Out of Our Heads raggiunse la seconda posizione nella classifica britannica dietro a Help! dei Beatles. Fu l'ultimo album dei Rolling Stones in Inghilterra ad includere reinterpretazioni di brani R&B; il successivo Aftermath del 1966 sarebbe stato interamente composto da brani originali a firma Mick Jagger & Keith Richards

## Tracce

### Versione USA
1. Mercy, Mercy (Covay/Miller) - 2:45
2. Hitch Hike (Gaye/Stevenson/Paul) - 2:25
3. The Last Time (Jagger/Richards) - 3:41
4. That's How Strong My Love Is (Roosevelt Jamison) - 2:25
5. Good Times (Cooke) - 1:58
6. I'm All Right (Phelge) - 2:23
7. (I Can't Get No) Satisfaction (Jagger/Richards) - 3:43
8. Cry to Me (Russell) - 3:09
9. The Under Assistant West Coast Promotion Man (Nanker Phelge) - 3:07
10. Play with Fire (Nanker Phelge) - 2:14
11. The Spider and the Fly (Jagger/Richards) - 3:38
12. One More Try (Jagger/Richards) - 1:58

- I'm All Right: registrata live nel marzo 1965 in Inghilterra è stata incisa per la prima volta sull'EP Got Live If You Want It!
- One More Try è stata pubblicata in Inghilterra la prima volta solo nel 1971.

### Versione UK
1. She Said Yeah (Christy/Jackson) - 1:34
2. Mercy, Mercy (Covay/Miller) - 2:45
3. Hitch Hike (Gaye/Stevenson/Paul) - 2:25
4. That's How Strong My Love Is (Roosevelt Jamison) - 2:25
5. Good Times (Sam Cooke) - 1:58
6. Gotta Get Away (Jagger/Richards) - 2:06
7. Talkin' 'Bout You (Chuck Berry) - 2:31
8. Cry to Me (Russell) - 3:09
9. Oh Baby (We Got a Good Thing Goin') (B.Ozen) - 2:08
10. Heart of Stone (Jagger/Richards) - 2:50
11. The Under Assistant West Coast Promotion Man (Nanker Phelge) - 3:07
12. I'm Free (Jagger/Richard) - 2:24

- The Under Assistant West Coast Promotion Man è stata l'ultima canzone dove i Rolling Stones hanno usato lo pseudonimo Nanker Phelge come autori.

## Formazione
- Mick Jagger – voce, armonica a bocca, percussioni
- Keith Richards – chitarra, cori
- Brian Jones – chitarra, slide guitar, armonica a bocca, organo, cori
- Bill Wyman – basso, cori
- Charlie Watts – batteria, percussioni

### Altri musicisti
- Ian Stewart – pianoforte
- Jack Nitzsche – pianoforte, organo, percussioni, clavicembalo in Play with Fire
- Phil Spector – basso in Play with Fire[senza fonte]